# La matraca
La matraca fue un programa humorístico argentino en blanco y negro emitido por Canal 9 durante 1965. Fue dirigido por Carlos A. Colasurdo y protagonizado por un gran elenco de comediantes entre los que se encontraban Jorge Porcel, Carlitos Scazziotta, Thelma del Río y Pepe Díaz Lastra.

## Historia
La matraca fue un programa de carácter cómico que constaba de una series de sketch muy graciosos parecidos a los que ofrecía otros ciclos como La tuerca o Telecómicos. Fue guionado por Jorge Basurto, Carlos Garaycochea y Juan Carlos Mesa, y con una producción de Héctor Maselli.

## Elenco
- Jorge Porcel
- Carlitos Scazziotta
- Thelma del Río
- Pepe Díaz Lastra
- Raimundo Pastore
- Dolores De Cicco
- Osvaldo Terranova
- Alberto Anchart
- Santiago Bal
- Tino Pascali
- Pilar Padín
- Roberto García Ramos
- Julia Alson
- Mimí Pons
- Tito Climent
- Thelma Tixou
- Maria Esther Gamas